# Superprestige veldrijden 2010-2011
De Superprestige veldrijden 2010-2011 (officieel: Nissan Superprestige Topsport Vlaanderen Trofee 2010-2011) ging van start op 10 oktober 2010 in Ruddervoorde. De jaarlijkse afsluiter van de Superprestige werd niet meer gereden in Vorselaar maar in Middelkerke op 12 februari 2011. Eindwinnaar was Sven Nys die in de voorlaatste wedstrijd in Hoogstraten zijn, tiende eindzege in dit regelmatigheidscriterium binnen haalde.

## Puntenverdeling
Punten werden toegekend aan alle crossers die in aanmerking kwamen voor Superprestige-punten. De top vijftien ontving punten aan de hand van de volgende tabel:
| Positie | 1  | 2  | 3  | 4  | 5  | 6  | 7 | 8 | 9 | 10 | 11 | 12 | 13 | 14 | 15 |
| Punten  | 15 | 14 | 13 | 12 | 11 | 10 | 9 | 8 | 7 | 6  | 5  | 4  | 3  | 2  | 1  |

Aan de hand van de gewonnen punten in de acht wedstrijden werd voor elke categorie een eindklassement opgemaakt. De veldrijder met het hoogste aantal punten werd als laureaat van de Nissan Superprestige Topsport Vlaanderen Trofee uitgeroepen.
In het klassement van de Superprestige Topsport Vlaanderen Trofee voor beloften en juniores telden alle wedstrijden mee voor het klassement. Voor het eindklassement werd rekening gehouden met de zes beste uitslagen.
De veldrijder met het hoogste aantal punten in zijn klassement werd als winnaar van de Superprestige uitgeroepen.
1. ↑  De deelnemers hadden niet de verplichting om aan alle wedstrijden van de Superprestige deel te nemen. Indien bij het opmaken van het eindklassement meerdere renners met eenzelfde aantal punten zouden eindigen, werd voorrang gegeven aan de renner die in de meeste wedstrijden van de Superprestige van start gegaan is. Indien aansluitend nog renners op gelijk puntenniveau stonden, werd het voordeel gegeven aan de renner met de meeste overwinningen in de crossen van de Superprestige. Indien deze factor niet kon meespelen, zou de renner met de beste uitslag in de laatste wedstrijd (Middelkerke 12/02/2011) het voordeel genieten.

## Mannen elite

### Kalender en podia
| Datum      | Locatie                               | Cat. | Eerste           | Tweede           | Derde                 | Leider in het klassement |         |
| ---------- | ------------------------------------- | ---- | ---------------- | ---------------- | --------------------- | ------------------------ | ------- |
| 10/10/2010 | Cyclocross Ruddervoorde, Ruddervoorde | C1   | Zdeněk Štybar    | Bart Aernouts    | Sven Nys              | Zdeněk Štybar            | details |
| 31/10/2010 | Cyclocross Zonhoven, Zonhoven         | C1   | Zdeněk Štybar    | Kevin Pauwels    | Sven Nys              | Zdeněk Štybar            | details |
| 14/11/2010 | Bollekescross, Zogge                  | C1   | Sven Nys         | Klaas Vantornout | Niels Albert          | Sven Nys                 | details |
| 21/11/2010 | Cyclocross Asper-Gavere, Gavere       | C1   | Sven Nys         | Kevin Pauwels    | Niels Albert          | Sven Nys                 | details |
| 28/11/2010 | Cyclocross Gieten, Gieten             | C1   | Tom Meeusen      | Radomír Šimůnek  | Dieter Vanthourenhout | Sven Nys                 | details |
| 27/12/2010 | Cyclocross Diegem, Diegem             | C1   | Niels Albert     | Sven Nys         | Zdeněk Štybar         | Sven Nys                 | details |
| 06/02/2011 | Vlaamse Aardbeiencross, Hoogstraten   | C1   | Sven Nys         | Niels Albert     | Kevin Pauwels         | Sven Nys                 | details |
| 12/02/2011 | Noordzeecross, Middelkerke            | C2   | Klaas Vantornout | Kevin Pauwels    | Bart Wellens          | Sven Nys                 | details |

### Eindklassement
| #  | Naam                    | Punten |
| -- | ----------------------- | ------ |
| 1  | Sven Nys                | 107    |
| 2  | Kevin Pauwels           | 92     |
| 3  | Zdeněk Štybar           | 85     |
| 4  | Niels Albert            | 84     |
| 5  | Bart Wellens            | 77     |
| 6  | Klaas Vantornout        | 62     |
| 7  | Tom Meeusen             | 56     |
| 8  | Bart Aernouts           | 53     |
| 9  | Gerben de Knegt         | 42     |
| 10 | Sven Vanthourenhout     | 41     |
| 11 | Rob Peeters             | 40     |
| 12 | Dieter Vanthourenhout   | 30     |
| 13 | Jan Denuwelaere         | 24     |
| 14 | Philipp Walsleben       | 22     |
| 15 | Kenneth Van Compernolle | 21     |

| Pos. | Prijzengeld |
| ---- | ----------- |
| 1.   | € 26.000    |
| 2.   | € 14.500    |
| 3.   | € 8.750     |
| 4.   | € 6.000     |
| 5.   | € 4.250     |
| 6.   | € 2.800     |
| 7.   | € 2.200     |
| 8.   | € 1.900     |
| 9.   | € 1.600     |
| 10.  | € 1.200     |
| 11.  | € 1.000     |
| 12.  | € 800       |
| 13.  | € 500       |
| 14.  | € 500       |
| 15.  | € 500       |
| Tot. | € 72.500    |

### Uitslagen
| #  | Naam                | Tijd   |
| -- | ------------------- | ------ |
| 1  | Zdeněk Štybar       | 59.38  |
| 2  | Bart Aernouts       | + 0.05 |
| 3  | Sven Nys            | + 0.47 |
| 4  | Steve Chainel       | + 0.48 |
| 5  | Bart Wellens        | + 0.54 |
| 6  | Sven Vanthourenhout | + 0.59 |
| 7  | Niels Albert        | + 1.02 |
| 8  | Kevin Pauwels       | + 1.22 |
| 9  | Klaas Vantornout    | + 1.27 |
| 10 | Tom Meeusen         | + 1.36 |

| #  | Naam              | Tijd    |
| -- | ----------------- | ------- |
| 1  | Zdeněk Štybar     | 1:02.34 |
| 2  | Kevin Pauwels     | + 0.07  |
| 3  | Sven Nys          | + 0.14  |
| 4  | Bart Aernouts     | + 0.26  |
| 5  | Niels Albert      | + 0.44  |
| 6  | Bart Wellens      | + 1.26  |
| 7  | Tom Meeusen       | + 1.58  |
| 8  | Philipp Walsleben | + 1.58  |
| 9  | Rob Peeters       | + 2.30  |
| 10 | Enrico Franzoi    | + 2.36  |

| #  | Naam             | Tijd  |
| -- | ---------------- | ----- |
| 1  | Sven Nys         | 59.58 |
| 2  | Klaas Vantornout | +0.04 |
| 3  | Niels Albert     | +0.40 |
| 4  | Bart Wellens     | +1.10 |
| 5  | Rob Peeters      | +1.26 |
| 6  | Zdeněk Štybar    | +1.37 |
| 7  | Kevin Pauwels    | +1.48 |
| 8  | Gerben de Knegt  | +1.57 |
| 9  | Jan Denuwelaere  | +2.03 |
| 10 | Bart Aernouts    | +2.07 |

| #  | Naam                | Tijd  |
| -- | ------------------- | ----- |
| 1  | Sven Nys            | 58.48 |
| 2  | Kevin Pauwels       | zt    |
| 3  | Niels Albert        | +0.22 |
| 4  | Bart Wellens        | +1.05 |
| 5  | Zdeněk Štybar       | +1.24 |
| 6  | Klaas Vantornout    | +1.44 |
| 7  | Tom Meeusen         | +1.49 |
| 8  | Bart Aernouts       | +2.12 |
| 9  | Gerben de Knegt     | +2.26 |
| 10 | Thijs van Amerongen | +2.45 |

| #  | Naam                  | Tijd    |
| -- | --------------------- | ------- |
| 1  | Tom Meeusen           | 1:02.40 |
| 2  | Radomír Šimůnek       | + 0.10  |
| 3  | Dieter Vanthourenhout | + 0.10  |
| 4  | Sven Nys              | + 0.25  |
| 5  | Kevin Pauwels         | + 0.45  |
| 6  | Eddy Van Ijzendoorn   | + 0.45  |
| 7  | Bart Aernouts         | + 0.45  |
| 8  | Gerben de Knegt       | + 0.45  |
| 9  | Mariusz Gil           | + 0.45  |
| 10 | Enrico Franzoi        | + 0.55  |

| #  | Naam                | Tijd    |
| -- | ------------------- | ------- |
| 1  | Niels Albert        | 1:00.31 |
| 2  | Sven Nys            | + 0.18  |
| 3  | Zdeněk Štybar       | + 0.41  |
| 4  | Rob Peeters         | + 0.56  |
| 5  | Bart Wellens        | + 1.12  |
| 6  | Philipp Walsleben   | + 1.24  |
| 7  | Kevin Pauwels       | + 1.28  |
| 8  | Sven Vanthourenhout | + 1.35  |
| 9  | Jan Denuwelaere     | + 1.41  |
| 10 | Gerben de Knegt     | + 1.44  |

| #  | Naam                    | Tijd    |
| -- | ----------------------- | ------- |
| 1  | Sven Nys                | 1:00.29 |
| 2  | Niels Albert            | + 0.34  |
| 3  | Kevin Pauwels           | + 1.06  |
| 4  | Klaas Vantornout        | + 1.17  |
| 5  | Sven Vanthourenhout     | + 1.29  |
| 6  | Zdeněk Štybar           | + 1.38  |
| 7  | Kenneth Van Compernolle | + 1.42  |
| 8  | Bart Wellens            | + 2.05  |
| 9  | Gerben de Knegt         | + 2.26  |
| 10 | Jonathan Page           | + 2.34  |

| #  | Naam                  | Tijd    |
| -- | --------------------- | ------- |
| 1  | Klaas Vantornout      | 1:02.31 |
| 2  | Kevin Pauwels         | + 0.13  |
| 3  | Bart Wellens          | + 0.21  |
| 4  | Tom Meeusen           | + 0.39  |
| 5  | Zdeněk Štybar         | + 0.47  |
| 6  | Sven Nys              | + 0.59  |
| 7  | Niels Albert          | + 1.22  |
| 8  | Dieter Vanthourenhout | + 1.31  |
| 9  | Sven Vanthourenhout   | + 1.39  |
| 10 | Jan Denuwelaere       | + 2.16  |

## Mannen beloften

### Kalender en podia
| Datum      | Locatie                               | Cat. | Eerste            | Tweede            | Derde             | Leider in het klassement         |         |
| ---------- | ------------------------------------- | ---- | ----------------- | ----------------- | ----------------- | -------------------------------- | ------- |
| 10/10/2010 | Cyclocross Ruddervoorde, Ruddervoorde | CU   | Jim Aernouts      | Vincent Baestaens | Arnaud Jouffroy   | Jim Aernouts                     | details |
| 31/10/2010 | Cyclocross Zonhoven, Zonhoven         | CU   | Lars van der Haar | Jim Aernouts      | Joeri Adams       | Jim Aernouts                     | details |
| 14/11/2010 | Bollekescross, Zogge                  | CU   | Jim Aernouts      | Stef Boden        | Vinnie Braet      | Jim Aernouts                     | details |
| 21/11/2010 | Cyclocross Asper-Gavere, Gavere       | CU   | Vincent Baestaens | Lars van der Haar | Jim Aernouts      | Jim Aernouts                     | details |
| 28/11/2010 | Cyclocross Gieten, Gieten             | CU   | Lars van der Haar | Vincent Baestaens | Tijmen Eising     | Lars van der Haar                | details |
| 27/12/2010 | Cyclocross Diegem, Diegem             | CU   | Lars van der Haar | Wietse Bosmans    | Mike Teunissen    | Lars van der Haar                | details |
| 06/02/2011 | Vlaamse Aardbeiencross, Hoogstraten   | CU   | Vincent Baestaens | Jim Aernouts      | Joeri Adams       | Lars van der Haar / Jim Aernouts | details |
| 12/02/2011 | Noordzeecross, Middelkerke            | CU   | Jim Aernouts      | Lars van der Haar | Vincent Baestaens | Jim Aernouts                     | details |

### Eindklassement
| #  | Naam              | Punten |
| -- | ----------------- | ------ |
| 1  | Jim Aernouts      | 107    |
| 2  | Lars van der Haar | 92     |
| 3  | Vincent Baestaens | 85     |
| 4  | Joeri Adams       | 84     |
| 5  | Wietse Bosmans    | 77     |
| 6  | Marcel Meisen     | 62     |
| 7  | Vinnie Braet      | 56     |
| 8  | Tijmen Eising     | 53     |
| 9  | Kevin Eeckhouty   | 42     |
| 10 | Stef Boden        | 41     |

| Pos. | Prijzengeld |
| ---- | ----------- |
| 1.   | € 2.500     |
| 2.   | € 1.700     |
| 3.   | € 1.100     |
| 4.   | € 750       |
| 5.   | € 500       |
| 6.   | € 350       |
| 7.   | € 250       |
| 8.   | € 150       |
| 9.   | € 100       |
| 10.  | € 100       |
| Tot. | € 7.500     |

## Jongens junioren

### Kalender en podia
| Datum      | Locatie                               | Cat. | Eerste             | Tweede                 | Derde              | Leider in het klassement |         |
| ---------- | ------------------------------------- | ---- | ------------------ | ---------------------- | ------------------ | ------------------------ | ------- |
| 10/10/2010 | Cyclocross Ruddervoorde, Ruddervoorde | CJ   | Laurens Sweeck     | Michael Vanthourenhout | Daan Soete         | Laurens Sweeck           | details |
| 31/10/2010 | Cyclocross Zonhoven, Zonhoven         | CJ   | Laurens Sweeck     | Jens Vandekinderen     | Diether Sweeck     | Laurens Sweeck           | details |
| 14/11/2010 | Bollekescross, Zogge                  | CJ   | Stan Godrie        | Diether Sweeck         | Douwe Verberne     | Laurens Sweeck           | details |
| 21/11/2010 | Cyclocross Asper-Gavere, Gavere       | CJ   | Jens Vandekinderen | Danny van Poppel       | Laurens Sweeck     | Laurens Sweeck           | details |
| 28/11/2010 | Cyclocross Gieten, Gieten             | CJ   | Jakub Skála        | Vojtech Nipl           | Jeroen Meijers     | Diether Sweeck           | details |
| 27/12/2010 | Cyclocross Diegem, Diegem             | CJ   | Danny van Poppel   | Laurens Sweeck         | Stan Godrie        | Laurens Sweeck           | details |
| 06/02/2011 | Vlaamse Aardbeiencross, Hoogstraten   | CJ   | Diether Sweeck     | Laurens Sweeck         | Douwe Verberne     | Laurens Sweeck           | details |
| 12/02/2011 | Noordzeecross, Middelkerke            | CJ   | Laurens Sweeck     | Diether Sweeck         | Jens Vandekinderen | Laurens Sweeck           | details |

### Eindklassement
| #  | Naam                   | Punten |
| -- | ---------------------- | ------ |
| 1  | Laurens Sweeck         | 107    |
| 2  | Diether Sweeck         | 92     |
| 3  | Jens Vandekinderen     | 85     |
| 4  | Stan Godrie            | 84     |
| 5  | Daan Soete             | 77     |
| 6  | Daniel Peeters         | 62     |
| 7  | Douwe Verberne         | 56     |
| 8  | Danny van Poppel       | 53     |
| 9  | Jaap de Man            | 42     |
| 10 | Michael Vanthourenhout | 41     |

| Pos. | Prijzengeld                                             |
| ---- | ------------------------------------------------------- |
| 1.   | Ridley X-night record fiets à € 4.440                   |
| 2.   | Ridley X-fire ultegra fiets (buildkit cirrus) à € 2.935 |
| 3.   | Ridley X-ride Centaur fiets à € 2.670                   |
| 4.   | Ridley X-night frame à € 1.785                          |
| 5.   | Ridley Crosswind ultegra fiets à € 1.555                |
| 6.   | Ridley X-fire frame à € 1.215                           |
| 7.   | Ridley Crossbow tiagra fiets à € 1.155                  |
| 8.   | Ridley X-ride frame à € 1.000                           |
| 9.   | Ridley Crosswind frame à € 715                          |
| 10.  | Ridley Crossbow frame à € 545                           |
| Tot. | "Nature prijzen" à € 18.015                             |

Kampioenschappen:  Wereldkampioenschappen · 
 Europese kampioenschappen · 
 Belgische kampioenschappen · 
 Nederlandse kampioenschappen
Klassementen:  Wereldbeker · 
 Superprestige · 
 GvA Trofee · 
 TOI TOI Cup · 
 Challenge national
Overig:  Fidea Cyclocross Classics
1982-1983 · 1983-1984 · 1984-1985 · 1985-1986 · 1986-1987 · 1987-1988 · 1988-1989 · 1989-1990 · 1990-1991 · 1991-1992 · 1992-1993 · 1993-1994 · 1994-1995 · 1995-1996 · 1996-1997 · 1997-1998 · 1998-1999 · 1999-2000 · 2000-2001 · 2001-2002 · 2002-2003 · 2003-2004 · 2004-2005 · 2005-2006 · 2006-2007 · 2007-2008 · 2008-2009 · 2009-2010 · 2010-2011 · 2011-2012 · 2012-2013 · 2013-2014 · 2014-2015 · 2015-2016 · 2016-2017 · 2017-2018 · 2018-2019 · 2019-2020 · 2020-2021 · 2021-2022 · 2022-2023 · 2023-2024 · 2024-2025